# Кикерино
Кике́рино — посёлок в Калитинском сельском поселении Волосовского района Ленинградской области.
До 15 июля 2004 года Кикерино имело статус посёлка городского типа. До 17 мая 2019 года — административный центр упразднённого Кикеринского сельского поселения.

## История

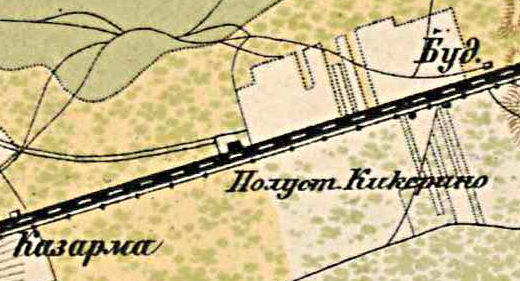
Полустанок Кикерино на карте 1885 года

С 1917 по 1922 год посёлок Кикерино входил в состав Кикеринского поссовета Губаницкой волости Петергофского уезда.
С 1922 года в составе Кикеринского сельсовета.
С 1923 года в составе Троцкого уезда.
Согласно данным переписи населения СССР 1926 года в посёлке Кикерино проживали 653 человека, большинство русские и эстонцы, а также финны, латыши, греки и немцы.
С февраля 1927 года в составе Венгиссаровской волости. С августа 1927 года в составе Волосовского района.
В 1930 году преобразован в рабочий посёлок в составе Кикеринского поссовета.
По данным 1933 года рабочий посёлок Кикерино являлся административным центром Кикеринского сельсовета Волосовского района, в который входили 7 населённых пунктов: деревни Арбонье, Большое Кикерино, Малое Кикерино, Лисино, рабочий посёлок Кикерино и посёлок Октябрьский, общей численностью населения 900 человек.
По данным 1936 года в состав Кикеринского сельсовета с центром в рабочем посёлке Кикерино входили 7 населённых пунктов, 368 хозяйств и 5 колхозов.

Деревни Большое и Малое Кикерино, совхоз «Кикерино» и посёлок Кикерино на карте 1940 года

Согласно топографической карте РККА 1940 года в посёлке Кикерино находилась церковь. Православная церковь во имя Преображения Господня была освящена в 1909 году, закрыта в 1939 году.
Посёлок был освобождён от немецко-фашистских оккупантов 27 января 1944 года.
С 1963 года в составе Кикеринского поссовета в подчинении Гатчинского горсовета.
С 1965 года вновь в составе Кикеринского поссовета Волосовского района.
15 июля 2004 года областным законом № 44-оз городской посёлок Кикерино был отнесён к сельским населённым пунктам.

## География
Посёлок расположен в северо-восточной части района на пересечении автодорог 41А-002 (Гатчина — Ополье) и 41А-003 (Кемполово — Выра — Шапки).
Расстояние до районного центра — 8 км.

## Демография
| 1926  | 1932  | 1933  | 1935  | 1939  | 1945  | 1949  |
| ----- | ----- | ----- | ----- | ----- | ----- | ----- |
| 661   | ↗1400 | →1400 | ↗1800 | ↘1643 | ↘1134 | ↗1532 |
| 1959  | 1970  | 1979  | 1989  | 1997  | 2002  | 2007  |
| ↗2806 | ↘2727 | ↗2743 | ↘1951 | ↘1900 | ↗2005 | ↘1883 |
| 2010  | 2013  | 2017  |       |       |       |       |
| ↗1959 | ↗2076 | ↘2067 |       |       |       |       |

Изменение численности населения за период с 1926 по 2021 год:

### Национальный состав
Согласно данным Всероссийской переписи населения 2021 года в посёлке проживали 2020 человек, из них:
 русские — 918, украинцы — 12, молдаване — 2, татары — 2, цыгане — 2, азербайджанцы — 1, белорусы — 1, поляки — 1, узбеки — 1, финны — 1, другие национальности — 20 человек, остальные национальность не указали.

## Инфраструктура
На 1 января 2013 года в посёлке было зарегистрировано: домов — 419, хозяйств — 373, дачных хозяйств — 98, дачников — 133.

## Экономика
- ЛСР — завод по производству газобетонных блоков[30]
- Завод АО «Мапеи» по производству сухих строительных смесей
- Магазины продовольственных и промышленных товаров
- Школа
- Детский приют
- Дом-интернат для пожилых людей и инвалидов[31]
- Районная станция по борьбе с болезнями животных
- Завод АО «Электромедоборудование»
- АО «Щебсервис» — предприятие по добыче доломитового щебня
- Детский сад
- Библиотека
- Культурно-досуговое учреждение

## Транспорт
От Волосова до Кикерина можно доехать на автобусах № 39, 39А, 524.
От Гатчины до Кикерина можно доехать на автобусе № 526.
Из Санкт-Петербурга до Кикерино можно доехать на автобусе № 833А.
В посёлке находится железнодорожная станция Кикерино.

## Достопримечательности
- Церковь святого Николая Мирликийского, 1909[32].
- Усадьба П. К. Ваулина, который организовал собственное майоликовое производство «Гельдвейн-Ваулин» в деревне. В этой усадьбе находилась мастерская крупного российского скульптора-модерниста Александра Матвеева. В этой мастерской он проводил работу над созданием гипсового этюда к одной из самых известных своих скульптур «Надгробие В. Э. Борисову-Мусатову» и приступил к переводу его в гранит, две глыбы которого были найдены вблизи Кикерино[33].

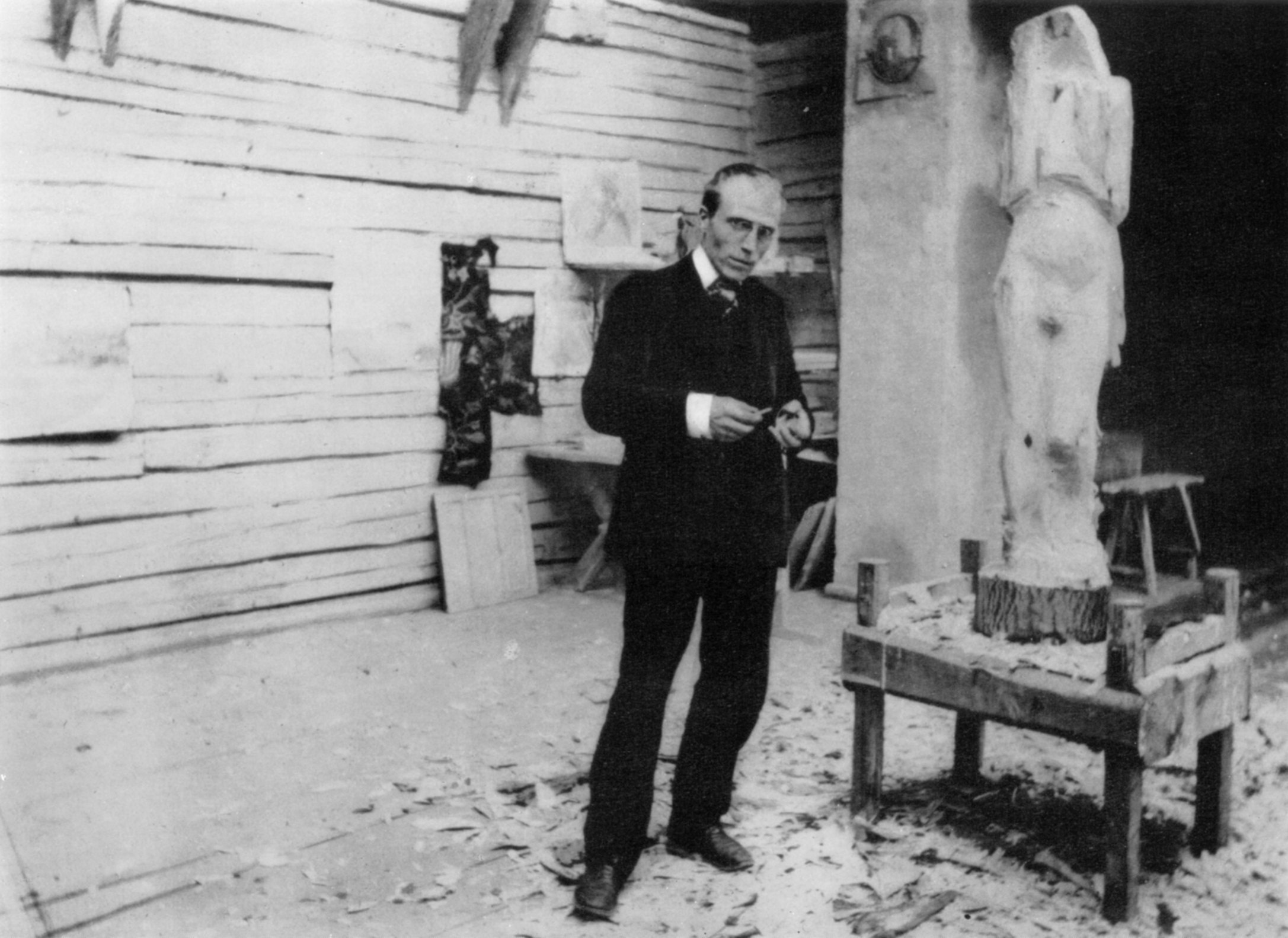
Александр Матвеев в Кикерино за работой над гипсовым этюдом к «Надгробию В. Э. Борисову-Мусатову». 1910 год
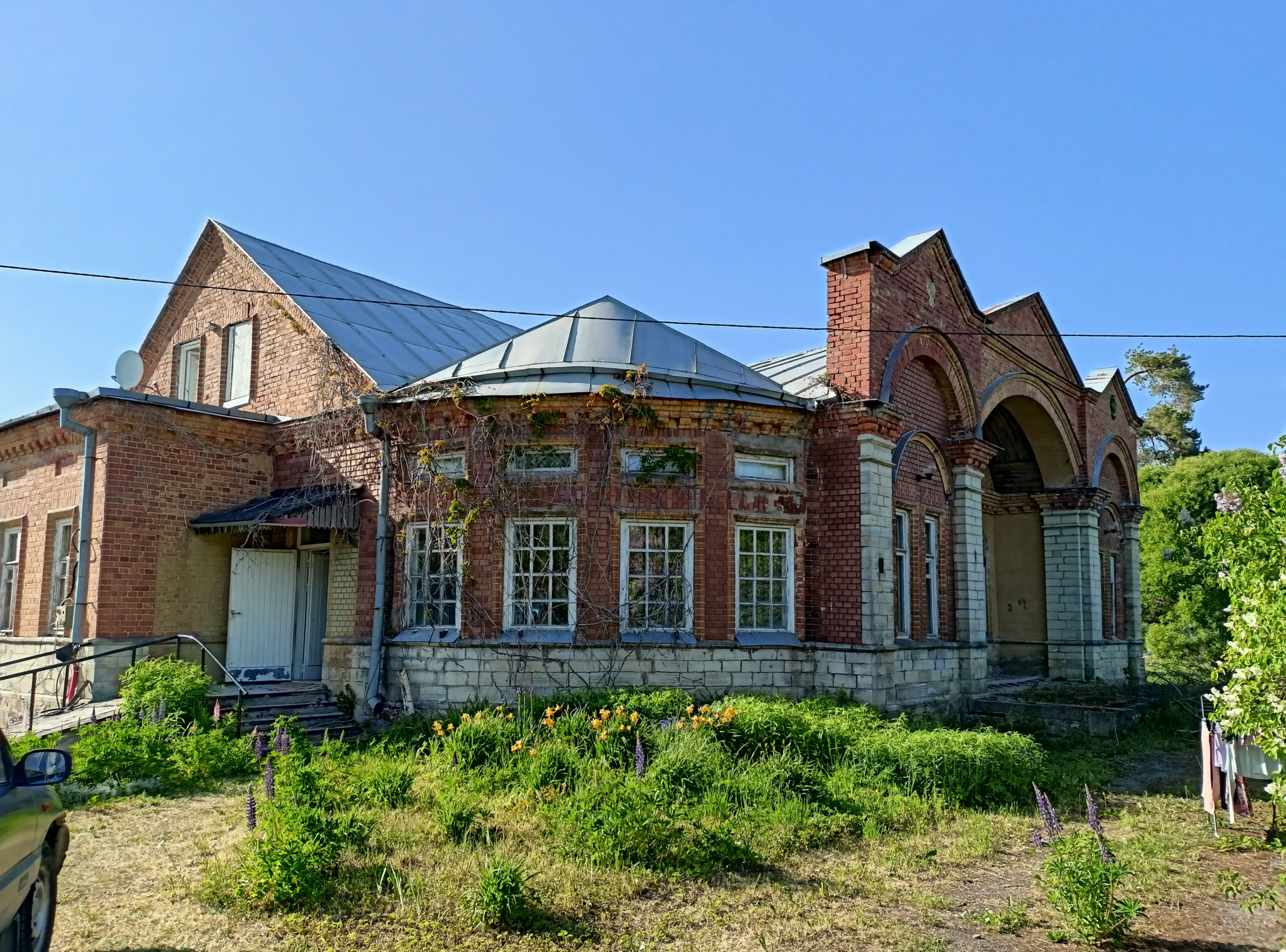
Дом-интернат для пожилых людей и инвалидов в бывшей усадьбе П. К. Ваулина

## Улицы
2-й квартал, Авиационная, Александровская, Александровский переулок, Андреевская, Банная, Безымянная, Безымянный переулок, Болотная, Будка 77 километр, Гатчинский переулок, Гатчинское шоссе, Елгавская, Заводская, Звездная, Зелёный переулок, Ивановская, Известковая, Комсомольская, Комсомольский переулок, Курковицкое шоссе, Лесная, Лесной переулок, Ломакина, Мира, Михайловская, Михайловский переулок, Новая 1-я, Новая 2-я, Новая Деревня, Парковая, Проезжий переулок, Проселочная, Ракетчиков, Садовая, Сенная, Спортивный переулок, Театральная, Театральный переулок, Фадеевская, Флотская, Флотский переулок, Цветочная, Широкая.